# 梁飞彪
梁飞彪（1913年—1989年），字映江，男，宁夏银川人，中华人民共和国政治人物，曾任宁夏回族自治区人大常委会副主任，中国国民党革命委员会中央委员会委员，第六、七届全国人大代表。